# Conservatorio Giacomo Puccini
Il Conservatorio Giacomo Puccini è un istituto superiore di studi musicali, fondato alla Spezia nel 1979.

## Storia
Nato nel 1979 come sezione distaccata del Conservatorio di Genova, ne è divenuto autonomo nel 1992 con la denominazione attuale. Ha sede in villa Marmori, edificio tardo floreale degli anni venti del XX secolo.
L'istituto conta numerose scuole: arpa, chitarra, clarinetto, clavicembalo, contrabbasso, corno, fagotto, fisarmonica, flauto, oboe, organo e composizione organistica, pianoforte, sassofono, tromba e trombone, viola, violino, violoncello e i corsi di arte scenica, cultura musicale generale, esercitazioni corali, esercitazioni orchestrali, letteratura poetica e drammatica, musica jazz, musica da camera, musica d'insieme per archi, musica d'insieme per fiati, organo complementare e canto gregoriano, pianoforte complementare, composizione, storia ed estetica della musica, teoria, canto, solfeggio, didattica musicale.
Gli allievi del conservatorio provengono dal Levante ligure, dalla Lunigiana e dal nord della Toscana. Il progetto Erasmus e accordi internazionali di interscambio hanno inoltre favorito la presenza anche di docenti e di allievi stranieri.
Intrattiene frequenti scambi culturali con la città tedesca di Bayreuth, peraltro gemellata con La Spezia.

## I direttori
- Mario Fiorentini
- Tina Zucchellini (1992-2008)
- Giuseppe Bruno (2008-2014)
- Federico Rovini (2014-2020)
- Giuseppe Bruno (2020-)